# Salvatore Nunnari
Salvatore Nunnari (Reggio Calabria, 11. lipnja 1939.) je talijanski katolički nadbiskup. Trenutno je metropolit i nadbiskup cosenzansko-bisignanske nadbiskupije.

## Životopis
Pohađao je gimnaziju na Nadbiskupskom sjemeništu u Reggiu Calabriji i Regionalnom sjemeništu Pia XI u istom gradu.
Za svećenika (prezbitera) se zaredio 12. srpnja 1964.
Studirao je na isusovačkom bogoslovnom fakultetu Ignatianum u Messini.
Za biskupa je zaređen 20. ožujka 1999., a zaredio ga je nadbiskup Luigi Vittorio Mondello.
Sveti otac Ivan Pavao II. imenovao ga je cosenzansko-bisignanskim nadbiskupom 18. prosinca 2004. godine, a na tom mjestu je zamijenio nadbiskupa Giuseppea Agostina.

## Vanjske poveznice
- Službene stranice cosenzansko-bisignanske nadbiskupije  Arhivirana inačica izvorne stranice od 2. siječnja 2010. (Wayback Machine)